# Athulissa
Athulissa fou una ciutat hitita del país dels kashka, que el rei hitita Subiluliuma I va ocupar i va fortificar vers el 1330 aC.
Segons Matthews i Glatz, estaria situada a l'oest de Salman Höyük, a la província turca de Kastamonu.